# Alysiasta triangulum
Alysiasta triangulum är en stekelart som beskrevs av Fischer 2006. Alysiasta triangulum ingår i släktet Alysiasta och familjen bracksteklar. Inga underarter finns listade i Catalogue of Life.